# Bitwa pod Berezyną Dolną
Bitwa pod Berezyną Dolną – część wielkiej bitwy nad Berezyną. Walki polskiej 4 Armii w czasie majowej ofensywy wojsk Michaiła Tuchaczewskiego w okresie wojny polsko-bolszewickiej.

## Położenie wojsk przed bitwą
Wojsko Polskie
- 1 Armia gen. Stefana Majewskiego obsadzała odcinek Dryssa–Połock–Uszacz–Lepel. W pierwszym rzucie posiadała 8 Dywizję Piechoty i 1 Dywizję Litewsko-Białoruską, a w odwodzie 3 Dywizję Piechoty Legionów i 1 Brygadę Jazdy.
- 4 Armia gen. Szeptyckiego w składzie 2 Dywizja Piechoty Legionów, 6., 14. i 9. dywizje piechoty broniła linii Berezyny od Lepla po ujście do Dniepru.

17 maja dowodzenie nad obu armiami przejął gen. Stanisław Szeptycki.
Armia Czerwona
Na wschodnim brzegu Berezyny utworzono zgrupowanie uderzeniowe:
- 15 Armia Augusta Korka w składzie 4., 6., 5., 53., 56. dywizje strzeleckie i 15 Dywizja Kawalerii
- Grupę Północną Jewgienija Siergiejewa w składzie 48 Dywizja Strzelców i 164 Brygada Strzelców
- 16 Armia Nikołaja Sołłohuba w składzie 2., 8., 10., 17. i 21. Dywizje strzeleckie[3].

Całością sił uderzeniowych dowodził dowódca Frontu Zachodniego Michaił Tuchaczewski.

## Przebieg działań

### Uderzenie Armii Czerwonej
14 maja 1920 wojska Frontu Zachodniego Michaiła Tuchaczewskiego przeszły do ofensywy nad Berezyną. 

16 Armia Nikołaja Sołłohuba miała wykonać uderzenie pomocnicze w kierunku Mińska. Dowódca armii zgrupował 17. i 8 Dywizję Strzelecką nad Berezyną pomiędzy ujściami  Bobru, a Klewy. Działając w pierwszym rzucie armii 17 DS miała nacierać na Smolewicze, a 8 DS na Ihumeń. W drugim rzucie znajdowały się  21 DS i 10 DS. 
19 maja o 5.00 Sowieci rozpoczęli natarcie i  sforsowali Berezynę: 49 Brygada Strzelców w okolicach Murowy, 51 Brygada Strzelców  przy ujściu Manczy i w okolicy Żukowca, 22 Brygada Strzelców przy ujściu Brusiaty i w Berezynie, zaś 24 BS w okolicy Niehonicz. Oddziały polskie cofnęły się na pod naporem 22., 24. i 51 Brygad Strzelców.
Na innych odcinkach Polacy stawiali bardziej zacięty opór.  I/2 pułku piechoty Legionów powstrzymał atak pododdziałów 49 Brygady Strzelców pod Ossową, Murową i Niwkami, a polskie kontrataki wyparły je za Berezynę. Dowódca sowieckiej 17 Dywizji Strzelców zmuszony był wycofać 49 BS do odwodu, a do I rzutu  skierował 50 Brygadę Strzelców. W kolejnych dniach wzmocniony posiłkami 2 pułk piechoty Legionów walczył  w okolicach wsi Murowej, Ossowy, Czerniewicz i Szabinki. Wsie te przechodziły z rąk do rąk.

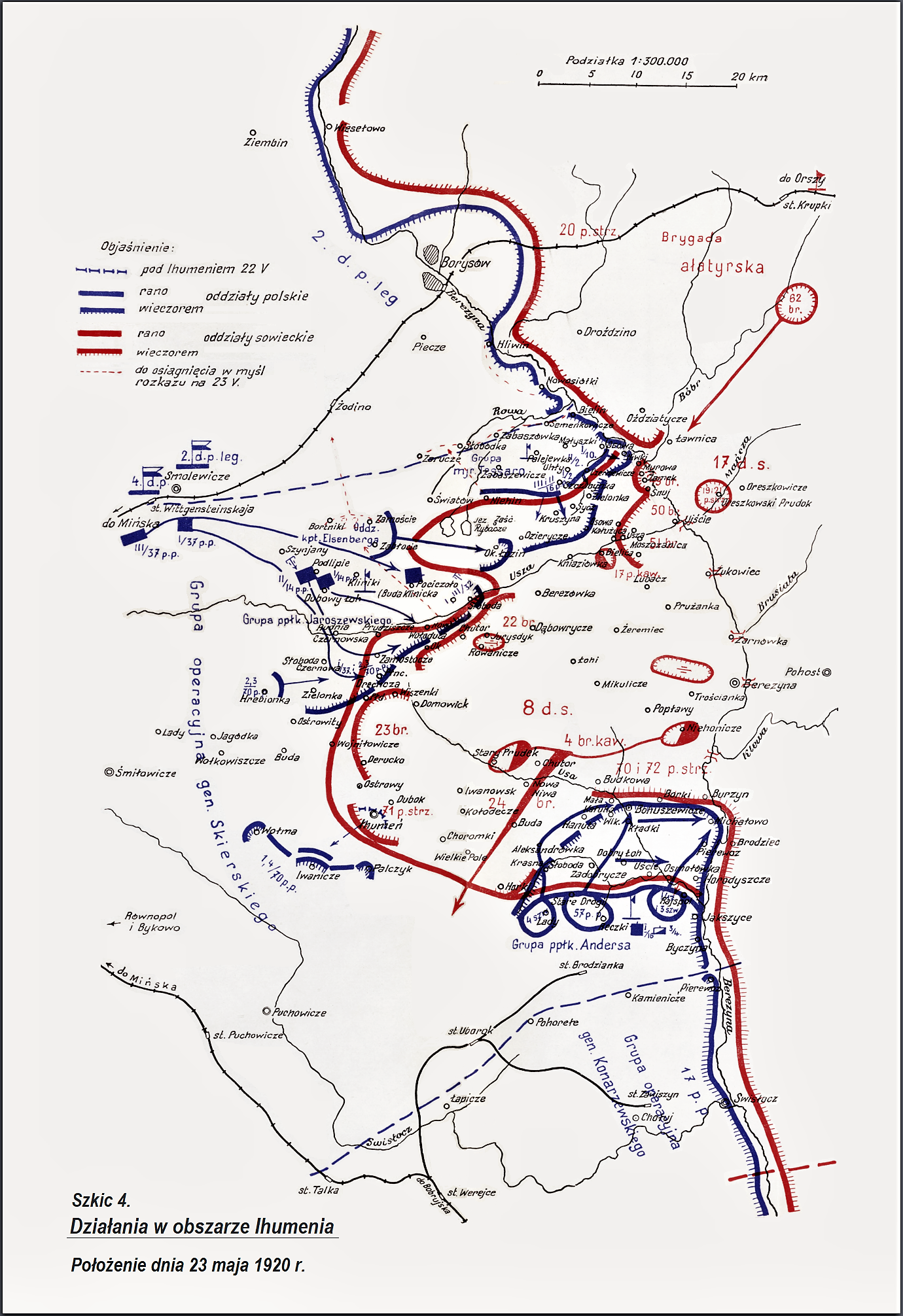
Stanisław Bartlitz, Działania w obszarze Ihumenia w maju 1920 r.

Sforsowanie przez Sowietów Berezyny spowodowało, że 19 maja do działań wprowadzono odwody 14 Dywizji Piechoty pod ogólnym dowództwem ppłk. Władysława Andersa. Ześrodkowane zostały  one w okolicach Bohuszewicz, a Grupie Andersa podporządkowano również oddziały w tym rejonie walczące .
W tym czasie sowieckie 22 i 24 Brygady Strzelców parły na zachód i zajęły okolice Wołoduty i Ihumenia. Za sowieckim pierwszym rzutem maszerowała 23 Brygada Strzelców, a 21 maja sowiecki 8 pułk kawalerii sforsował Berezynę pod Pierewozem. 22 maja Sowieci wprowadzili do walki 62 i 63 Brygadę Strzelców. Brygady te wsparły północne skrzydło 17 Dywizji Strzelców. Do walki weszła też 3 i 4 Brygady Kawalerii. Ta ostatnia miała wykonać natarcie na stację kolejową Talkę.

### Ofensywa polska
Już 21 maja w rejon działań zaczęły przybywać z Ukrainy w okolice Smolewicz oddziały polskiej 4 Dywizji Piechoty. Dowództwo nad nią przejął gen. Leonard Skierski. Otrzymał on zadanie przygotować polskie przeciwnatarcie i wyrzucić nieprzyjaciela za Berezynę. Oddziały 2 Dywizji Piechoty Legionów, II i III/16 pułku piechoty i inne mniejsze jednostki pod dowództwem mjr. Stanisława Tessaro miały nacierać z północy na południowy wschód, a oddziały ppłk. Andersa z południa na Berezynę. Wchodzące kolejno do walki oddziały 4 Dywizji Piechoty uderzyć miały na zachód od Berezyny, ale ostatecznie przeszły w podporządkowanie dowódcy VII Brygady Piechoty ppłk. Adama Jaroszewskiego.
23 maja ruszyło polskie przeciwnatarcie. Do 26 maja główne siły sowieckie zostały wyparte na wschodni brzeg Berezyny. W walkach tych nieprzyjaciel poniósł znaczne straty, a do niewoli dostała się cała 4 Brygada Kawalerii.

## Bilans walk
Bitwa pod Berezyną Dolną nie dała rozstrzygnięcia. Początkowe sukcesy wojsk sowieckich zniwelowane zostały polską kontrofensywą.